# Von Olthoff

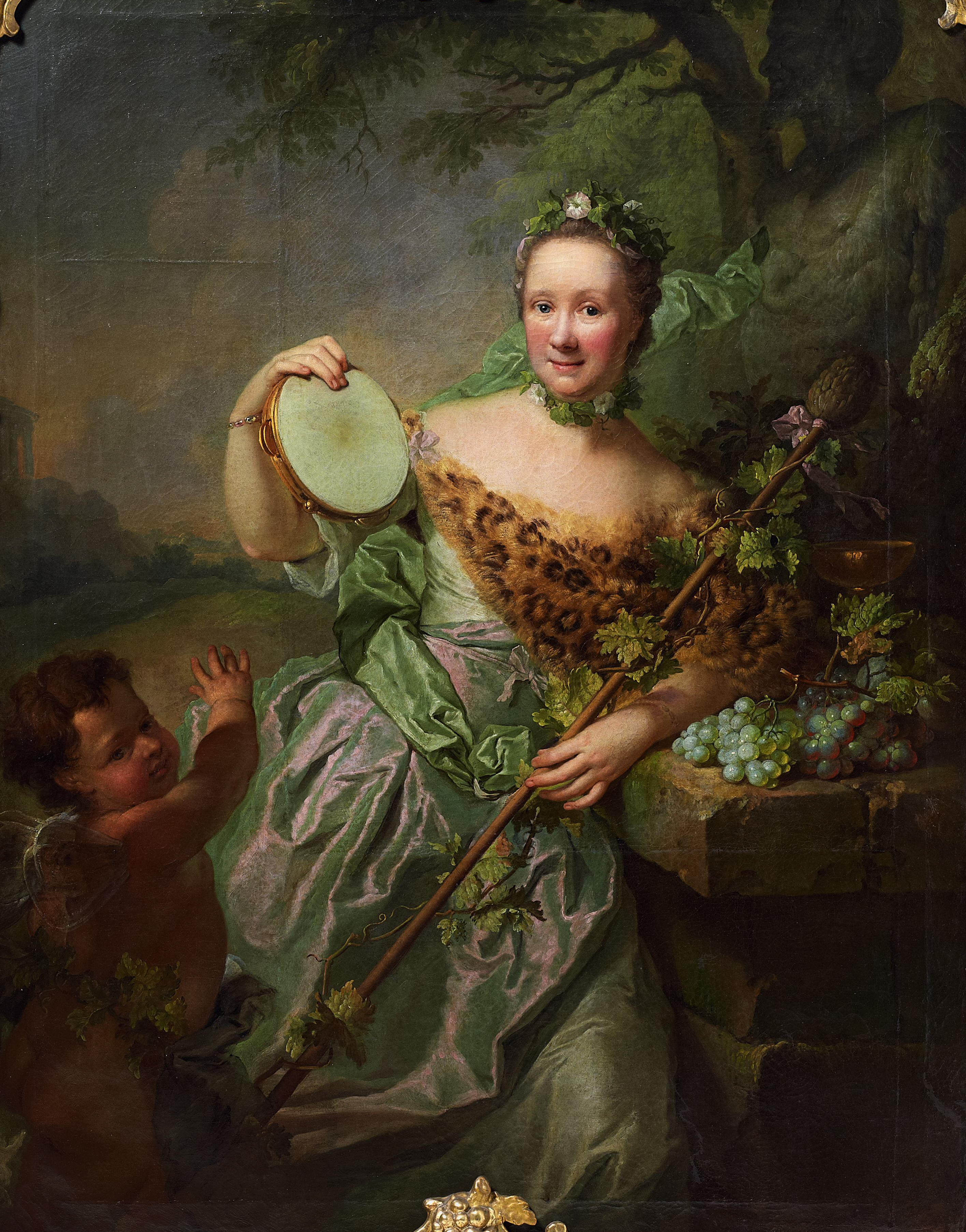
Porträtt av Anna Regina von Olthoff - Georg David Matthieu

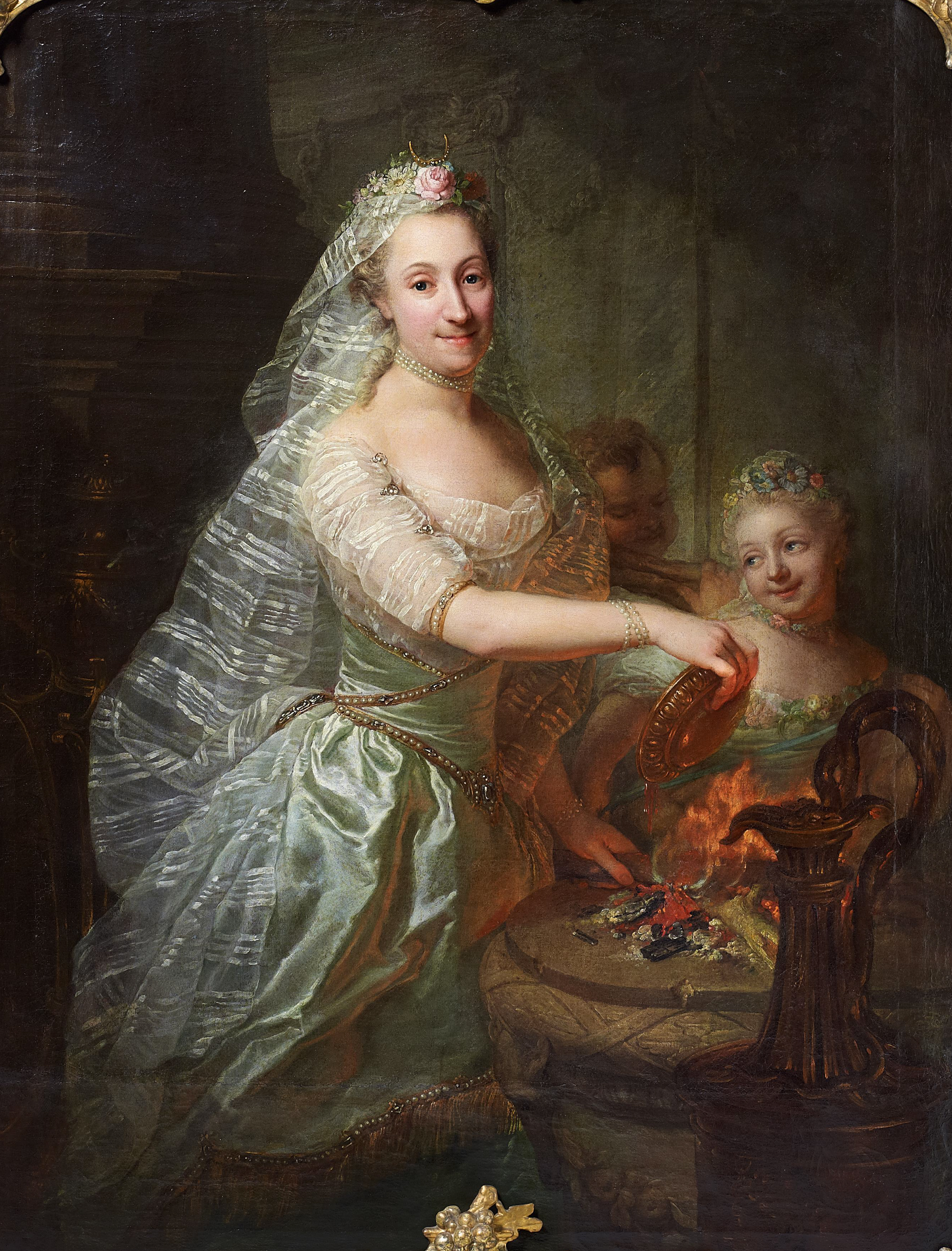
Porträtt av Magdalene Charlotte von Olthoff, syster till regeringsrådet Adolf Friedrich von Olthoff - Georg David Matthieu

von Olthoff var en svensk adelsätt som introducerades i svenska riddarhuset 1723 som nr 1752, och dog ut 1856. 

## Historik

### Ursprung
Ätten härstammar från Tyskland, där den äldsta kända stamfadern var Johannes Olthoff (1520-1597), luthersk präst och professor på St. Marienschule i staden Osnabrück. Johannes fick sonen Statius Olthoff (1555-1629) som studerade vid Rostocks Universitet där han avlade magisterexamen. Han arbetade sedan som kantor och rektor vid Rostocks Gymnasium (1579-1593). Statius var även en välkänd kompositör nära vän till akademikern Johannes Simonius och den kände barockkompositören Joachim Burmeister, mellan vilka det finns många brev publicerade.Burmeister omnämner även Statius i sitt verk Musica poetica.
Statius fick endast en son: Johannes Olthoff (1595-1662), som även han studerade och avlade magisterexamen vid Rostocks universitet. Därefter studerade Johannes vidare vid Wittenbergs universitet och Leipzig universitet, och arbetade som adjunkt vid Jenas universitet. 1619 blev han vice-rektor vid Greifswalds Statsskola och därefter rektor år 1627. Johannes lämnade sin post 1644 och blev prost i Bergen på Rügen. Han var gift två gånger det första äktenskapet med Maria Völschow, med vem han fick Lukas Olthoff, superintendent vid furstliga Mecklenburg-Schwerinska hovet, och i det andra med Ursila Zeaman.

### Svensk historia
Justus Ludwig von Olthoff (1659-1739) kom att bli stamfadern till den svenska ätten von Olthoff. Han föddes i Schwerin, Mecklenburg, son till Lukas Olthoff. Han var synnerligen duktig akademiskt och studerade likt sina förfäder vid Rostocks universitet, och presenterade sedan en avhandling vid Wittenbergs universitet, under Konrad Samuel Schurzfleisch år 1677. Han avlade även 1685 doktorsexamen vid den juridiska fakulteten vid Greifswalds universitet. Justus Ludwig hade lysande karriär som borgmästare, svensk ämbetsman, samt regeringsråd. Hans bana började 1685 då Justus Ludwig blev statssekreterare i Stralsund, därefter advokat vid de svenska domstolarna i Pommern 1686, och 1692 rådman i Stralsund, samt vice syndikus i staden. År 1694 blev han förste syndikus. Justus Ludwig stod som företrädare för de Pommerska ständerna vid Karl XI:s begravning år 1697, samt vid kröningen av Karl XII. År 1701 blev han vald till borgmästare i Stralsund och därefter, 1702, till lantråd i det Svenska Pommern. 1703 - 09 var Justus Ludwig suppleant till matrikelkommissionen vid kartläggningen av det Svenska Pommern. Den 22 mars 1707 utsågs han till regeringsråd i Pommern och upphöjdes den 4 maj samma år i den svenska adeln, von Olthoff, nr 1752. 

## Personer ur ätten
- Justus Ludwig von Olthoff - borgmästare i Stralsund och lantråd samt regeringsråd i Pommern.
- Christian Ehrenfried Charisius von Olthoff - ämbetsman, kammarherre, samt regeringsråd och överpostdirektör i Pommern.